# Naili Moran
Naili Moran (* 4. Februar 1908 in Istanbul; † 14. März 1968 in Bolu) war ein türkischer Sportler und Sportfunktionär, der mit der türkischen Basketballnationalmannschaft an den Olympischen Sommerspielen 1936 teilnahm.

## Karriere
Moran war der Enkel des Großwesirs Ahmed Tevfik Pascha (1845–1936). Im Jahr 1923 begann er seine sportliche Karriere (Schwimmen, Leichtathletik und Basketball) am Istanbuler Robert College, Bestleistungen erreichte der junge Türke unter anderem im Diskuswurf. 1931 oder 1935 nahm Moran als Leichtathlet an den Balkanspielen teil, später wurde der vielseitige Sportler auch Teil des ersten türkischen Nationalteams im Schwimmen sowie Mannschaftskapitän der Nationalmannschaft im Wasserball; Erfolge feierte er außerdem beim Boxen. Im Fußball aktiv war Moran für Galatasaray B, Chicago und OGC Nizza.
Moran spielte mindestens seit 1934 Basketball für Galatasaray Istanbul. Unter Spielertrainer Rupen Semerciyan nahm er mit der türkischen Nationalmannschaft und seinen Teamkollegen Şeref Alemdar, Hayri Arsebük, Nihat Ertuğ, Jak Habib, Kamil Ocak, Hazdayi Penso, Dionis Sakalak und Sadri Usuoğlu am olympischen Basketballturnier 1936 auf dem Berliner Reichssportfeld teil. Nach Niederlagen gegen Chile (16:30) und Ägypten (23:33) – Moran bestritt beide Matches – belegten die Türken den geteilten 19. und letzten Platz des Wettbewerbs.
Naili Moran studierte Sport in den Vereinigten Staaten und Frankreich; das Studium schloss er 1937 am Chicago Institute of Physical Education erfolgreich ab. Beim olympischen Basketballturnier 1948 in London leitete der Türke vier Spiele als Schiedsrichter. Zudem aktiv war Moran als Schiedsrichter beim Volleyball, an der Technischen Universität des Nahen Ostens leitete er die Abteilung für Kultur und Sport. Zwischen 1945 und 1957 sowie von 1964 bis zu seinem Tod war er außerdem Präsident der Türkiye Atletizm Federasyonu. Moran starb im Alter von 60 Jahren bei einem Verkehrsunfall.